# Tmeticus nigriceps
Tmeticus nigriceps là một loài nhện trong họ Linyphiidae.
Loài này thuộc chi Tmeticus. Tmeticus nigriceps được Wladislaus Kulczynski miêu tả năm 1916.